# Церква пам'яті геноциду вірмен (Дейр-ез-Зор)
Церква пам'яті геноциду вірмен (араб. كنيسة شهداء الأرمن, вірм. Մեծ Եղեռնի Նահատակաց Յուշահամալիր) — церква у місті Дейр-ез-Зор, у Сирії. Церква є меморіальним комплексом пам'яті геноциду вірмен. 

## Історична довідка
В 1915, під час геноциду вірмен, Дейр-ез-Зор та оточуюча пустеля були обрані младотурецьким урядом як основного місця концентрації депортованих із Західної Вірменії та Туреччини вірменів, яких налічувалося сотні тисяч. Тут були створені концентраційні табори (див. Дейр-ез-Зорські табори). Тисячі вірмен померли в Дейр-ез-Зорі та його околицях від рук турків, а також від голоду та епідемій.
21 вересня 2014, меморіальний комплекс був підірваний бойовиками Ісламської держави Ірак і Леванту.